# New Bauhaus
New Bauhaus este o școală de design fondată în 1937, în Chicago, Illinois, de fostul membru al Bauhaus, designerul, profesorul și fotograful László Moholy-Nagy, după imigrarea sa în Statele Unite ale Americii și după desființarea de către naziști a instituției originare, Staatsliches Bauhaus în 1933. 
New Bauhaus a fost inițial conectată cu Armour Institute of Technology, dar astăzi, sub denumirea de "Institute of Design IIT" este parte a Illinois Institute of Technology. 
Alături de reputația și profesionalismul de a fi fost o figură proeminentă în mișcarea Bauhaus, respectiv de a fi simultan pictor, fotograf, designer, grafician și dascăl de valoare, László Moholy-Nagy a impresionat prin entuziasmul și energia dedicată proiectului.  Întrucât Moholy fusese mult mai experimental și creativ decât majoritatea "vechilor colegi" de la Bauhaus, din start instituția nou creată era puternic orientată spre teoretizare și experimentare. 

## Scurt istoric
La Staatsliches Bauhaus, Moholy-Nagy a fost liderul programului Fundamente ale vizualului, care era „cheia de boltă” a școlii de arhitectură și design Bauhaus, prima instituție (pe atunci) din lume dedicată viitoarei lumii dominată de tehnologie.  Toți care au fost parte a instituției și a mișcarii artistice Bauhaus credeau într-o lume care urma să devină mai bună și mai rafinată datorită designului specific adaptat acestei lumii a viitorului.  Oricum, naziștii aveau o cu totul altă opinie.  Considerând școala și mișcarea Bauhaus drept subversive, au închis școala, care funcționase la Berlin între 1931 și 1933, în februarie 1933, imediat după instalarea lui Adolf Hitler la putere în ziua de 30 ianuarie 1933. 
La patru ani după imigrarea sa în Statele Unite, aidoma altor membri marcanți ai Bauhaus, Walter Gropius, Marcel Breuer, Ludwig Mies van der Rohe, Anni și Josef Albers, Moholy a găsit un loc academic pentru a-și continua activitatea.  Invitat la Chicago de Association of Arts and Industries, care dorea să deschidă o școală de design care ar urma îmbunătățească calitatea vieții culturale și economice locale, designerul a instituit ideea de "educație totală", denumind școala al cărui conducător fusese numit în 1937, "The New Bauhaus".  După doar un an, membrii Asociației au considerat școala "mult prea experimentală" și în toamna anului 1938 și-au retras total suportul. 
Găsind în persoana lui Walter Paepcke, membru al aceleiași Asociații și președinte al companiei [The] Container Corporation of America un susținător înfocat, cu sprijinul său și al soției acestuia, Elizabeth, neobositul Moholy-Nagy a redeschis școala sa de design, dar sub numele de [the] Chicago School of Design, care și-a schimbat în 1944 din nou numele în [the] "Institute of Design", devenind la fuzionarea sa din 1951, "Institute of Design IIT".  Mai tărziu, între 1946 și 1951, la recomandarea lui Walter Gropius, directorul aceleiași instituții, Chicago School of Design/Institute of Design, urma să devină arhitectul britanic/american Serge Chermayeff, care și-a dat demisia în 1951, atunci când institutul creat de Moholy-Nagy a fuzionat cu Illinois Institute of Technology.